# Regionaler Naturpark Médoc

Logo des Naturparks

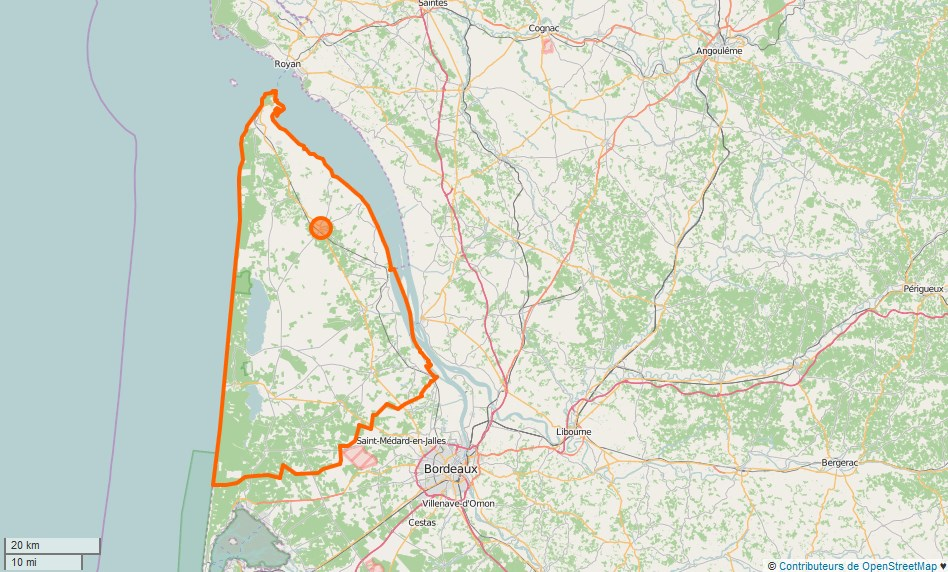
Lage des Naturparks

Der Regionale Naturpark Médoc liegt im Département Gironde in der Region Nouvelle-Aquitaine westlich von Bordeaux, in der gleichnamigen Naturlandschaft Médoc. Er umfasst eine dreiecksförmige Halbinsel zwischen der Atlantikküste (Côte d’Argent) und dem Mündungsarm Gironde, in dem die Flüsse Garonne und Dordogne gemeinsam ins Meer münden.

## Parkverwaltung
Die Gründung des Naturparks erfolgte am 24. Mai 2019. Der Park umfasst aktuell eine Fläche von rund 233.000 Hektar. 
51 Gemeinden mit einem Einzugsgebiet von etwa 103.000 Bewohnern bilden den Park, weitere Gemeinden im Großraum Bordeaux sind assoziiert und dienen als Zugangsorte.
Die Parkverwaltung mit dem Maison du Parc hat ihren Sitz in Saint-Laurent-Médoc (45° 9′ 4″ N, 0° 49′ 19″ W).

## Größere Orte im Park
Die Besiedelung des Gebietes ist sehr unterschiedlich. Der Schwerpunkt befindet sich am Ufer der Gironde und verstärkt sich in Richtung Bordeaux. Zur Atlantikküste hin liegen nur wenige größere Gemeinden und im Zentrum des Parks herrscht hauptsächlich naturbelassenes Gebiet mit wenigen kleinen Siedlungen. Größere Gemeinden sind:
- Lesparre-Médoc im Nordosten,
- Pauillac im Osten,
- Saint-Laurent-Médoc im Osten,
- Castelnau-de-Médoc im Südosten,
- Macau im Südosten,
- Ludon-Médoc im Südosten,
- Lacanau im Südwesten.

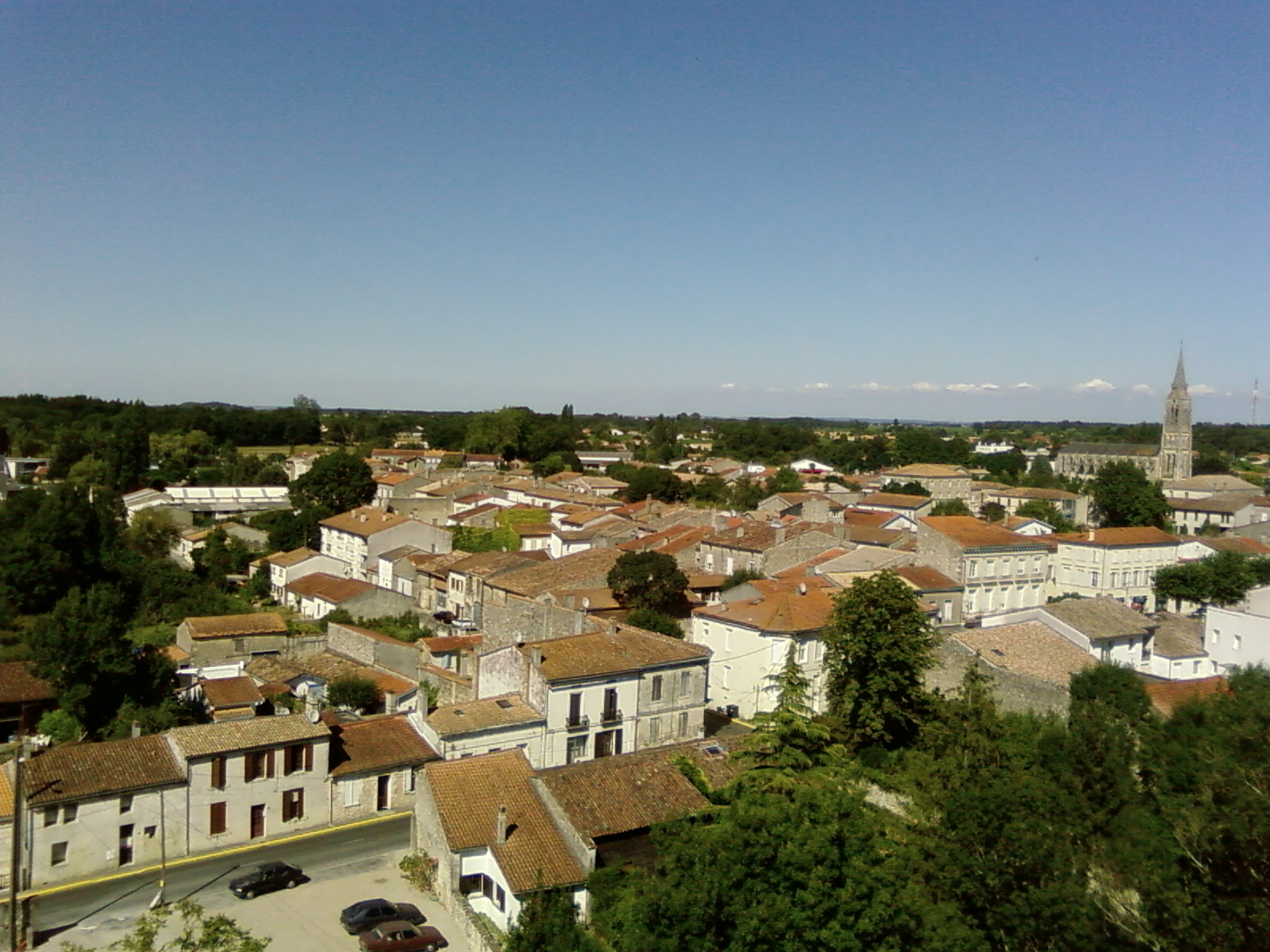
Blick über die Dächer von Lesparre-Médoc
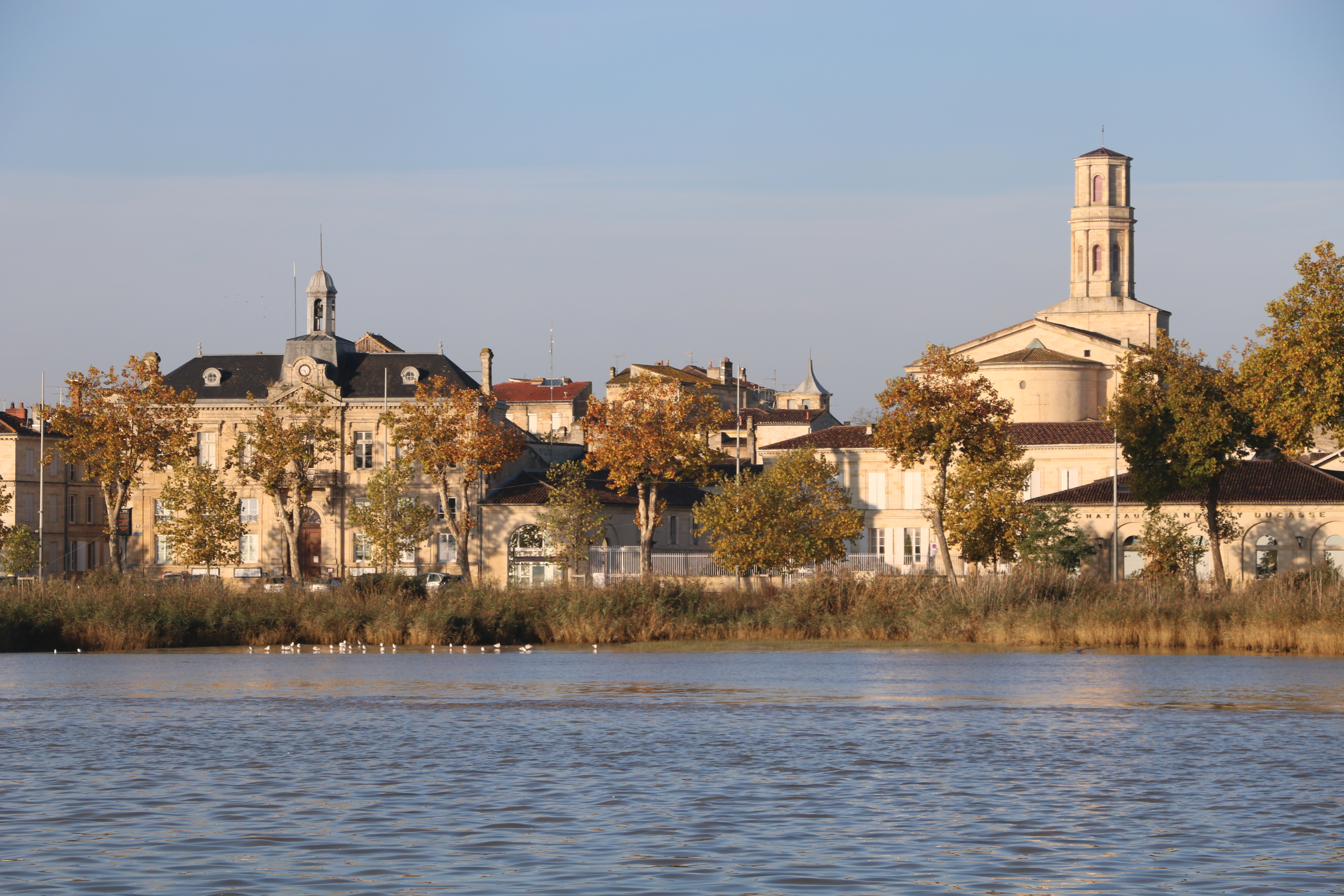
Pauillac am Ufer der Gironde
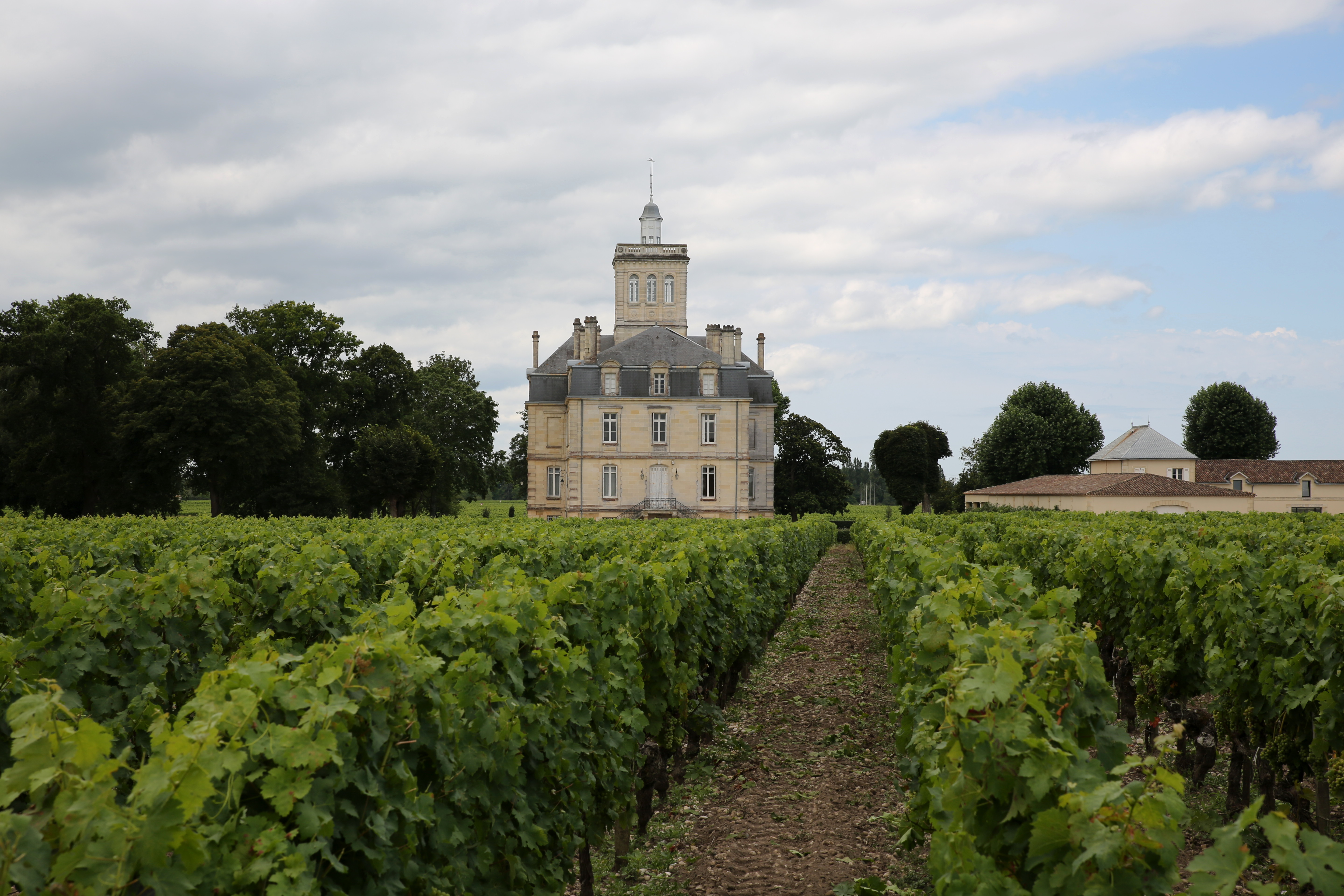
Château Larose Trintaudon in den Weinbaugebieten von Saint-Laurent-Médoc
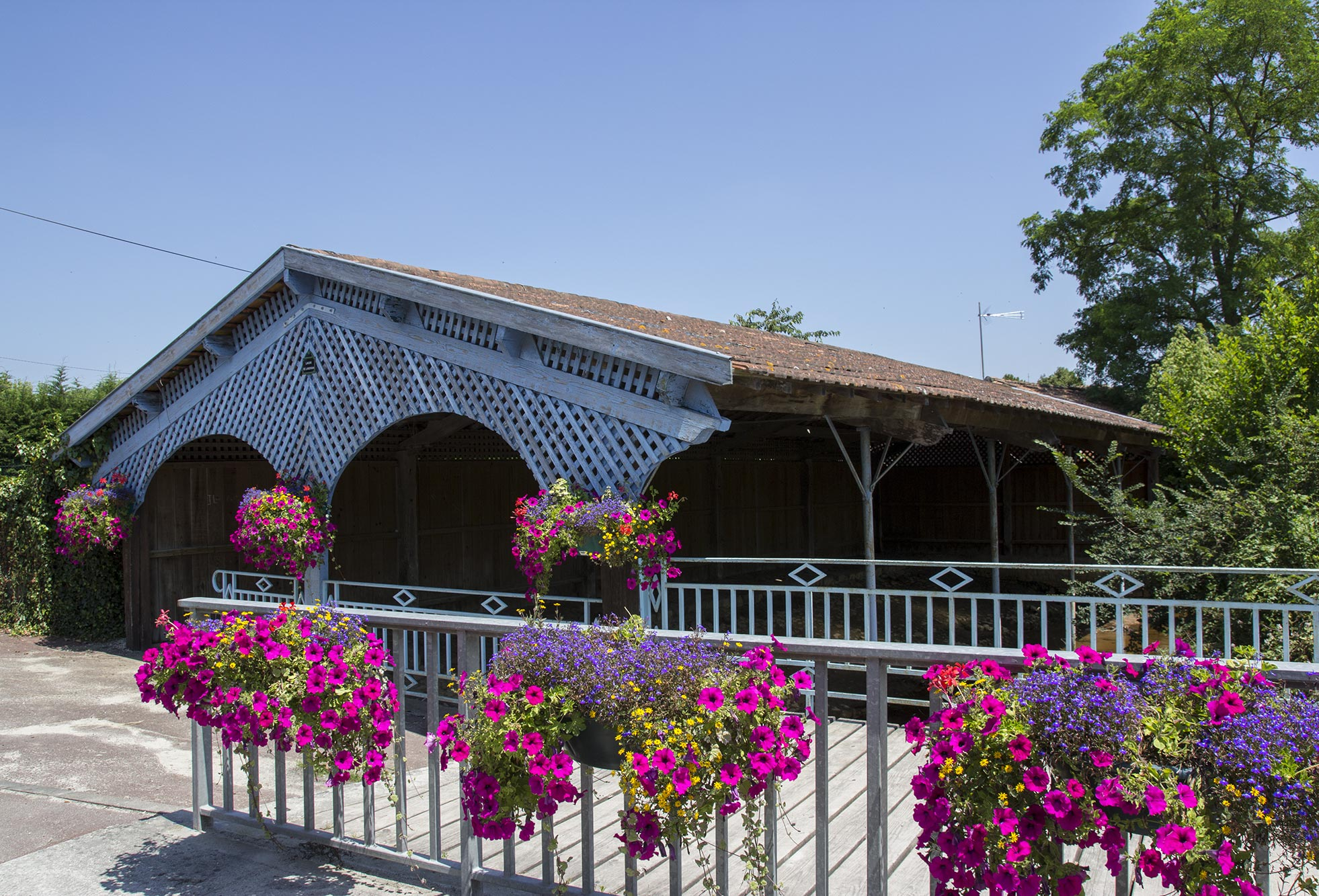
Waschhaus in Castelnau-de-Médoc
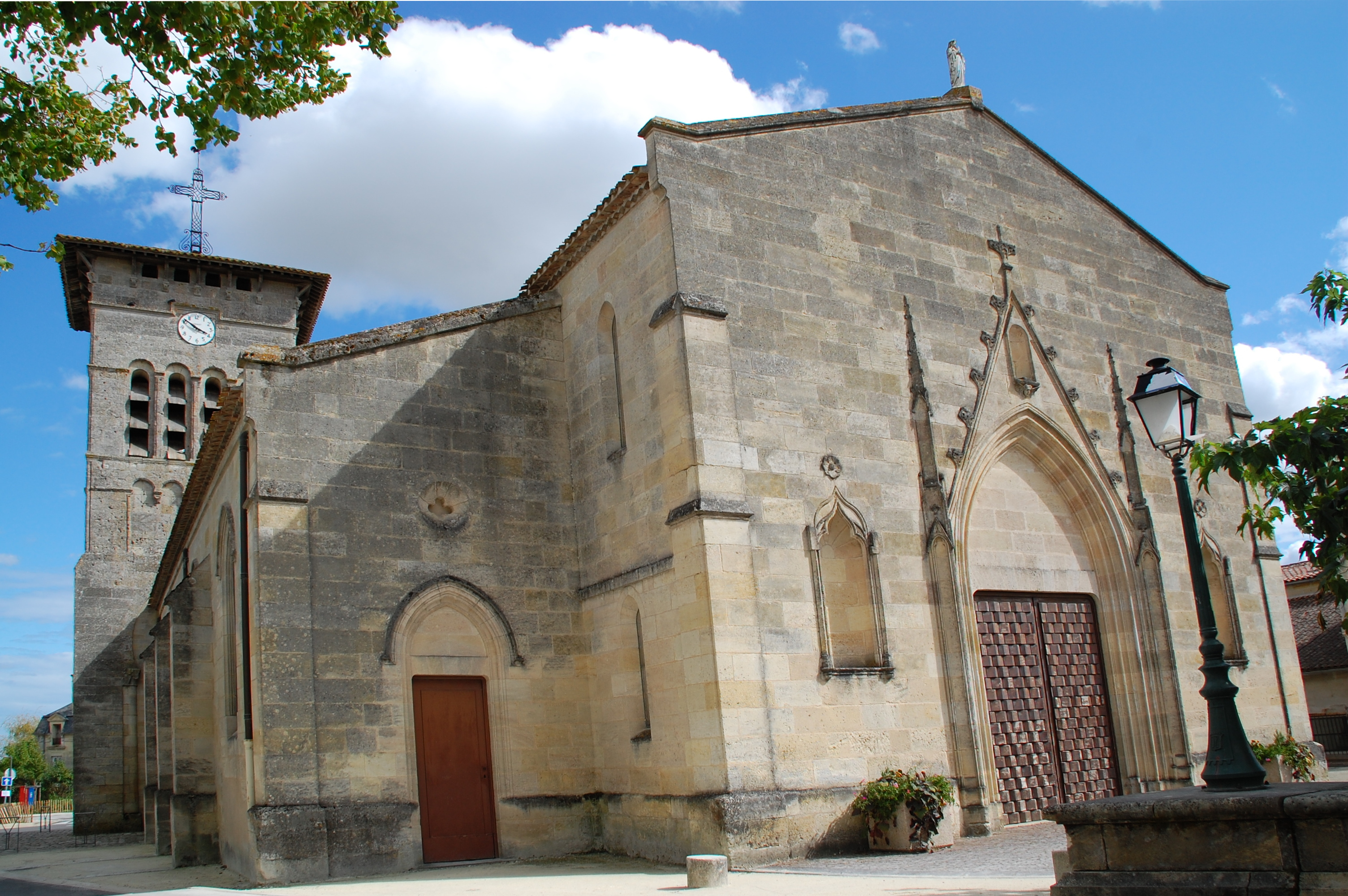
Kirche Notre-Dame in Macau, Monument historique
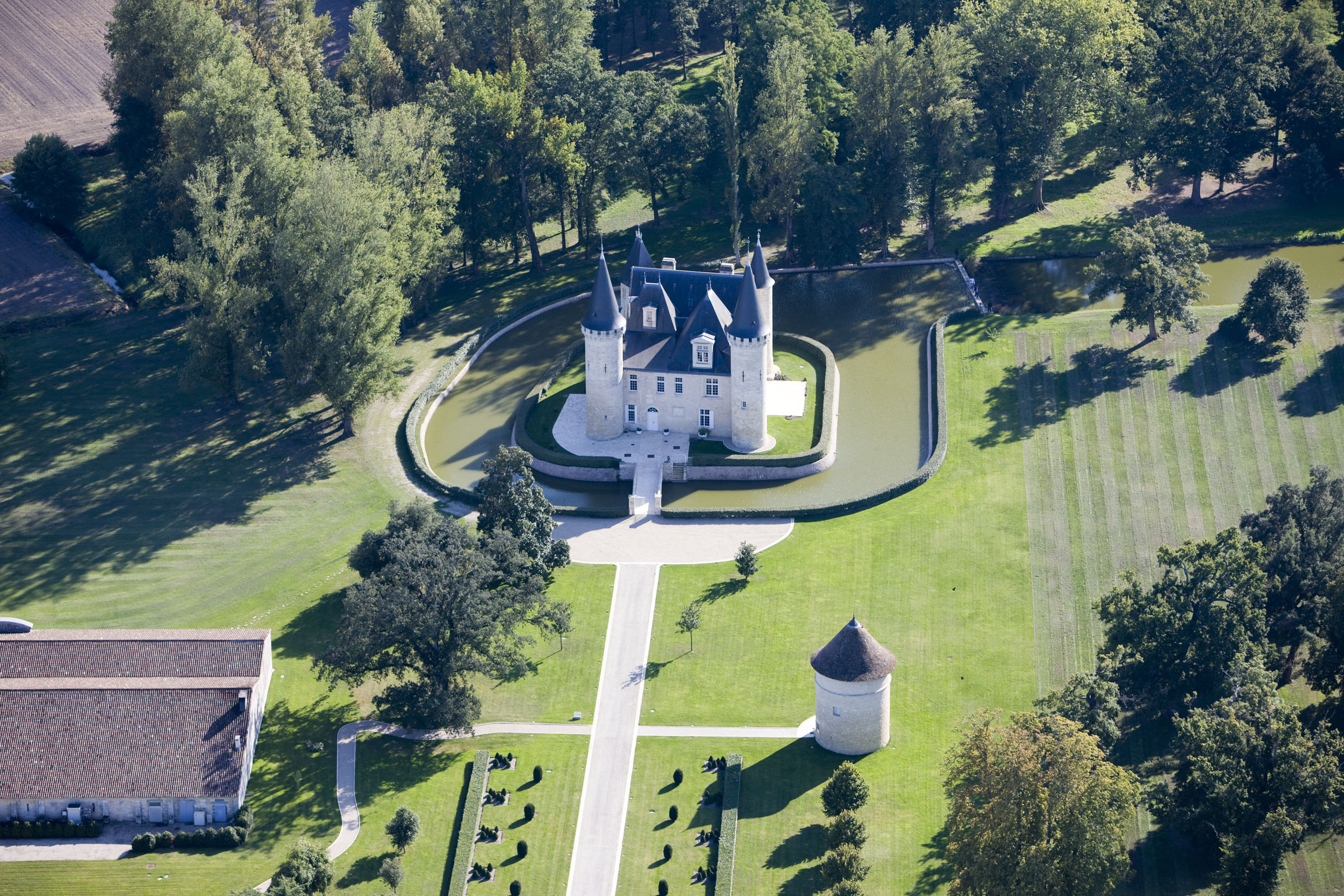
Luftaufnahme vom Château d’Aggassac in Ludon-Médoc
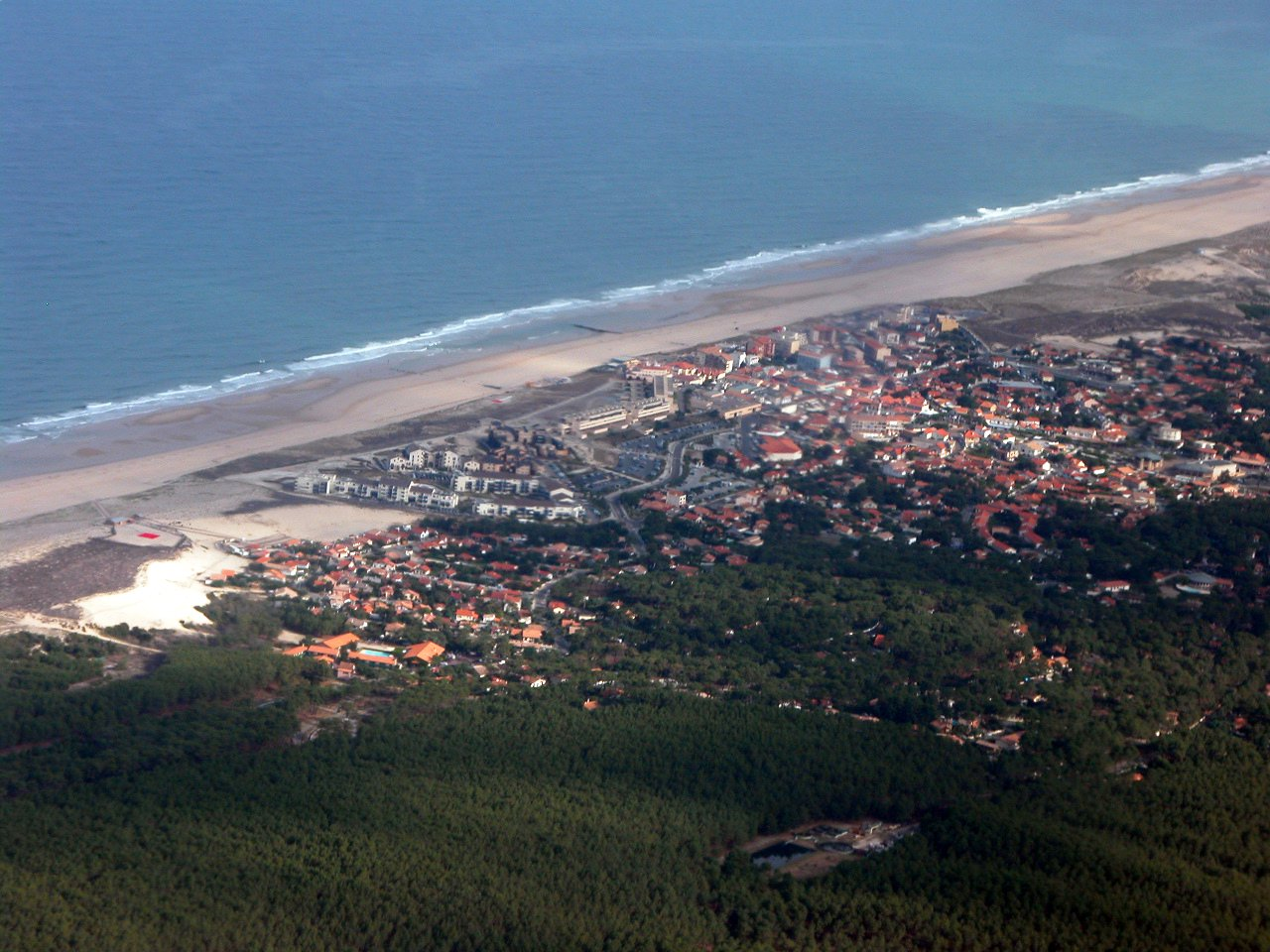
Der Ortsteil Lacancau Océan liegt am Atlantik

## Landschaft

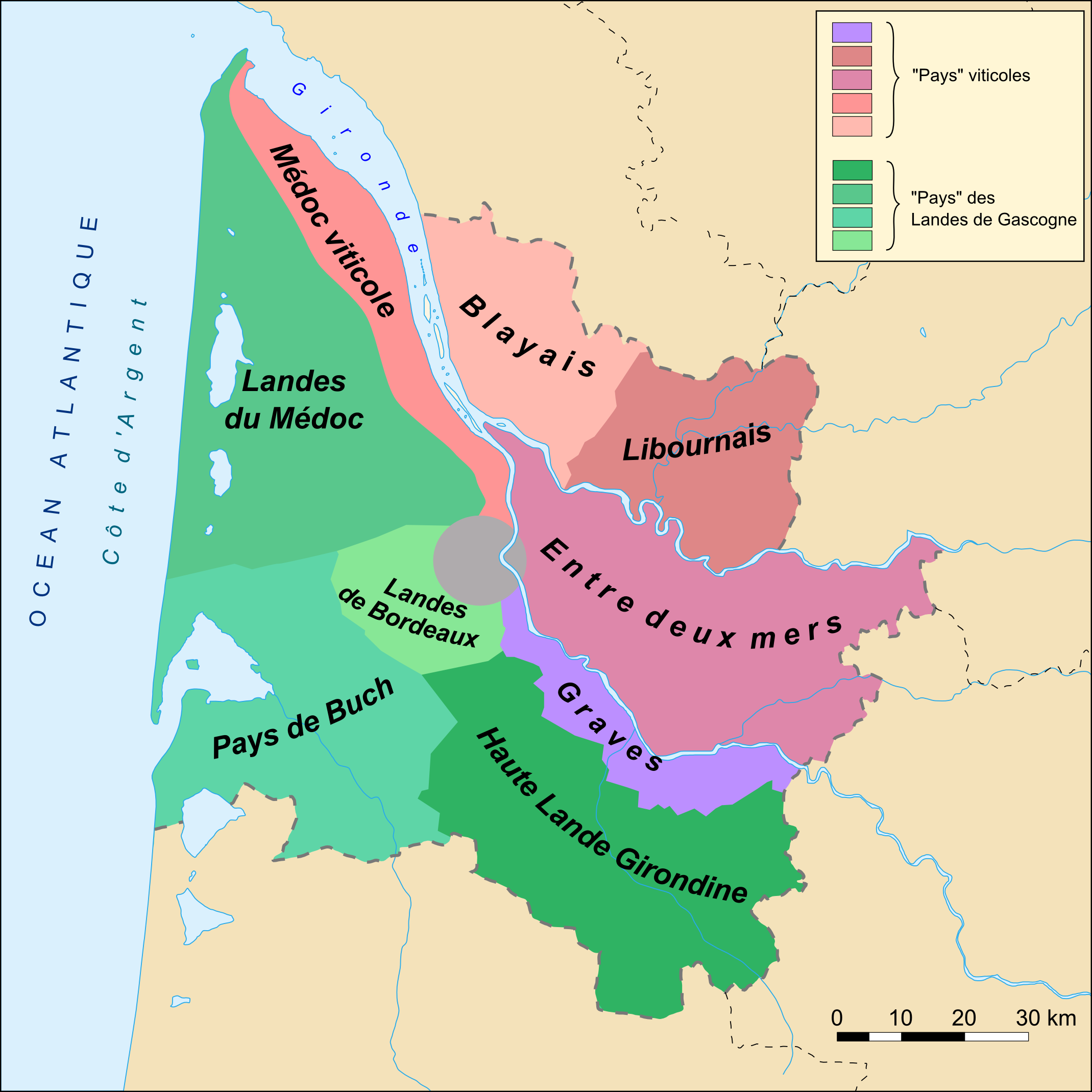
Landschaften im umliegenden Gebiet

Das Gebiet des Naturparks umfasst die Landschaften Landes du Médoc und Médoc Viticole, nicht jedoch die Landschaft Pays de Buch rund um die Bucht von Arcachon. Dort grenzt der Park jedoch an den Regionalen Naturpark Landes de Gascogne und an der Atlantikküste an den Meeresnaturpark Bassin d’Arcachon.